# 対イラク経済制裁
イラクに対する経済制裁（英語: Financial sanctions against Iraq）は、国際連合安全保障理事会（安保理）がイラクに課した経済制裁。広範囲な金融面および貿易面での通商禁止措置であり、イラクによるクウェート侵攻の4日後にあたる1990年8月6日に始まり、2003年5月22日まで大部分が実施され、クウェートへの賠償金などを含み、一部はその後も継続された。

## 概要
元々の制裁の目的はクウェートからイラクを撤退させ、賠償金を支払わせ、大量破壊兵器を公開させ、除去させることであった。安保理は、1990年8月に決議661を採択し、施行することでイラクに厳しい経済制裁を課した。決議661は、輸入が厳しく制限された医薬品と人道的危機状況での食品を例外として、イラクおよび占領下のクウェートとの全ての貿易を禁止し、金融資産の凍結を行った。1991年4月に、イラクが湾岸戦争で負けた後、決議687により食品の禁止を解除したが、制裁は、大量破壊兵器除去と関連する項目を含めて、一部は改訂されながらも依然として継続された。この制裁を、最も熱心に推進したのは英国と米国である。
イラクは、全輸出高の9割以上を原油・天然ガスに依存している。外貨獲得手段の9割以上を占める原油の輸出が禁止されたことで、イラクでは外貨が不足し、結果的にイラクは海外から食料品を買うことが難しくなった。カロリーベースでイラク人の摂取している食料の7割が海外から輸入されたものだった。必然的に食料不足が起こった。この制裁により、10万人以上の犠牲者が出たという報告がある。逆に、大勢の犠牲者は出ていないという意見もある。「制裁による犠牲者について」の章では、双方の立場から説明していく。

## 市民生活への影響

### 食糧難・子供の栄養失調
国際連合児童基金（UNICEF）の統計によれば、5歳未満の全児童の23%(約4人に1人)が栄養不良であった。1997年には3人に一人の5歳未満の児童が慢性的栄養不良だった。1991年に比べて72%の上昇だという。

### 経済
失業率は50%に達し、人々は車など所有物を売らなければならなかった。イラク国民1人当たりの所得が1980年には年間約2,450ドルであったが、1990年には250ドルにまで落ち込んだという。

### 電力と水道システム
湾岸戦争のときの空爆により、イラクのほとんどの電力網が破壊された。水道のシステムは、電力を使い、ポンプの力で各家庭に水道水を送る。電力網の破壊により水道水の供給量が半分以下に減ってしまった。そのため、人々は水道水の代わりにチグリス川の汚染された水を使うことになった。赤子の母親は、チグリス川の汚染された水を使って赤子のミルクを作っていた。これが幼児の下痢を頻発させ、犠牲者を増やしたという。当時のイラクの幼児は年に30回下痢をしていた。

### 医療
制裁は医療に大きな影響を与えた。薬が足りない、医療機器が壊れているが新しいものが買えないなど、医療システムは危機的状況だった。国際赤十字委員会の報告を参考にし、下記にバグダッドにあるアル・カラマ教育病院の当時の状況を例として示す。
院長によると「医師以外は何も機能していない。」という。電気システムが不安定で、換気設備とエレベーターは故障している。下水処理設備が何年も稼働していない。石鹸・ガーゼ、注射器、点滴が足りない。酸素供給装置が壊れていて、麻酔装置のほとんどが動かない。痛み止めが不足している。薬、モニタリング装置などの不足により、救命措置がいつもできるとは限らない。機能する診断機器もほとんどない。これらの要因が、患者の健康に悲劇的な影響を与えている。

### 教育に対する影響(識字率が減少)
「学校に行っても、生きるためのお金をもらえない。」、イラクの人々はそう考えた。子供の学校の出席率が大きく下がってしまった 。1980年代初頭にはイラクはアラブ世界で最高の教育システムを持っていたが、教育の質が悪化してしまった。2002年には15歳から45歳のグループで女性の識字率は45%、男性は71%となり下がってしまった。

## 制裁による犠牲者について

### 制裁で大勢の犠牲者が出たとする意見

#### UNICEFの調査（ICMMS）
1999年8月に、UNICEFが制裁の犠牲者に関するレポートを発表した。通称ICMMS(the Iraq Child and Maternal Mortality Survey：イラク児童と妊婦の死亡率に関する調査)と呼ばれている。調査の概要は次の通りである。
- 国内人口の85%が住む地域であるイラク南部と中央部に於いて、5歳未満の幼児の死亡率が,1984年から1989年における1000人中56人から、1994年から1999年の1000人中131人へと2倍以上に増加した。
- 1980年代のイラク全土における児童死亡率の大きな減少が1990年代に続いていたなら、1991年から1998年までの8年の間に、国内で5歳未満の児童の死亡数は、全体で50万人減少しただろう。
- 調査結果を発表するときに、Unicef事務局長キャロル・ベラミーは国連安保理の以下の声明を引用した。

『イラクで起きた全ての苦しみが、外部要因（特に経済制裁のこと）が原因だとは言えないにしても、安保理によって課された長期間の手段（制裁のこと）と戦争の影響が無ければ、イラクの人々はこれほどの喪失を経験することはなかったでしょう。』
ベラミーの発言内容を下記に示す。
「調査結果が、イラクによる国連の制裁への反対意見を大きくするためのものだと、簡単に退けられてはならない。」
「私たちは、これらの調査の質に満足しています。（調査は）独立した専門家委員会によって徹底的に再点検され、（調査の）結果や方法に関して、大きな問題は見つかりませんでした。」

#### ガーフィールドのレポート
コロンビア大学看護学部教授リチャード・ガーフィールドの調査によると、イラクで制裁後の児童死亡率が上昇し、1991年から1998年までに年少児童の間で、最低で100,000人から、より適切な概算で227,000人が死亡したという。

#### コフィ・アナン財団の文章
コフィ・アナンは対イラク経済制裁が行われていたときに国連事務総長を務めていた。彼が代表を務めるコフィ・アナン財団では、WEBページ上で米国ロヨラ大学のジョイ・ゴールデン教授の概算を取り上げている。制裁により67万人から88万人の児童が亡くなったとしている。

#### 大人も含めた犠牲者数
OCHA(国連人道問題調整事務所）のHPに、「国連援助機関によれば150万人が亡くなった」という記述がある。ドイツ最大の通信社であるDPAの報道を引用した文章である。

### 大勢の犠牲者は出ていないとする意見

#### ブリティッシュメディカルジャーナルの記事がICMMSを批判
イギリスの医学雑誌に前述のUNICEFのレポート（ICMMS）を批判する記事が掲載された。記事タイトルは下記のとおりである。
「Changing views on child mortality and economic sanctions in Iraq: a history of lies, damned lies and statistics」

筆者による仮訳は「イラクにおける児童死亡率と経済制裁に関する見方を変える。偽りの歴史、いまいましい偽りと統計」である。2017年7月に公開された、ロンドン・スクール・オブ・エコノミックス名誉教授ティム・ダイソンらによる論文である。概要は下記の通りである。
- 1991年から2003年までの間、イラクにおける児童死亡率は1980年代に比べ異常なほど高かったと広く信じられている。
- しかし、2003年以降に行われた調査では、同期間に子供の死亡率が異常に高くなっていたという証拠は見つけられない。
- 2003年以降、子供の死亡率の大きな減少は無かったという。
- イラク政府が国際社会を欺くために調査データを操作したことは明確であった。
- 以下の3つの調査では、児童の死亡率は1980年代と1990年代を比べた場合、違いが無い。
  1. ILCS,:Iraq Living Conditions  Survey、国連開発計画による調査
  2. MICS, Multiple Indicator Cluster Survey 2006。（Unicefとイラク保険省の共同調査。（2006年の調査））
  3. MICS, Multiple Indicator Cluster Survey 2011。同上(2011年の調査)
- 「結論として、1999年のユニセフの調査（ICMMS）に関する不正操作は、巧みな詐欺行為であった。」とし、ICMMSの調査結果に問題があるとしている[13]。

#### 元アメリカ国務長官オルブライトの発言
当時の国連大使、マデレーネ・オルブライトが、1996年にCBS社の「60ミヌッツ」という番組に出演した。レポーターが、「いくつかの（調査による）概算では、イラク国内の児童の死亡者は50万人ということですが、それだけの代償を支払う価値があったのでしょうか？」と質問した。彼女は、「とても難しい選択だと思いますが、私たちはその価値があると思っています。」と答えたという。この回答により、人によっては「制裁によって50万人が亡くなったことを、オルブライトが事実上認めたのではないか。」と考えたようだ。
オルブライトは2020年の回顧録の中で、このときの発言について説明している。筆者の仮訳を下記に記述する。

「事実、「60分」のプロデューサーは騙されていたのです。後の研究で判明したのですが、イラク人の中に誤った情報を流し、国際社会を欺いた人がいたのです。ブリティッシュ・メディカル・ジャーナル誌の2017年の記事によると、データが不正操作され、非常に大きな長期間に渡る、児童死亡率の上昇が提示されました。それは実際には存在せず、国際社会の関心を高め、制裁を終わらせるために提示されたものでした。これは国連の制裁がイラクにおける苦難に繋がったことを否定するものではなく、スタールの質問に対する私の答えが誤りではなかったということでもありません。そうだったのでしょう。そうだったのでしょう・・。1990年代のアメリカの政策は、イラクが一番危険な兵器プログラムを再開することを防ぐことでした。もう一度戦争をするという選択肢を除けば、国連の制裁はそのためにはベストな手段だったのです。」

## 国連の上級役職者3名が辞職
制裁に抗議し、1998年に国連のイラク人道支援活動責任者のデニス・ハリデー (Denis Halliday) が辞任した。彼の後任のハンス・フォン・スポネック (Hans-Christof von Sponeck) と、世界食糧計画イラク事務所長のジュッタ・バルガルドゥト（Jutta Burghardt）も2000年に同時に辞任した。イラクの現実を見て、職務に絶望したともいわれる。

### デニス・ハリデー
ハリデーは1997年から1998年まで、国連のイラク人道支援活動責任者を務めた後、制裁に抗議し辞任している。元国連事務総長補佐である。彼の発言を紹介する。

「1998年にイラクに私が着いたとき、バグダットや他の都市でもそうですが、病院は白血病を患う子どもで溢れていました。そういった子どもたちは、私達は恐らく20万人と考えていますが、白血病で亡くなりました。同時期にアメリカ政府とイギリス政府は、白血病の治療に必要な医薬品と治療装置の部品を与えませんでした。もう一度言いますが、大量虐殺的なやり方でイラクの子どもたちに生きる権利を与えなかったのです。」

### ハンス・フォン・スポネック
ハンス・フォン・スポネックは1998年に前任者のデニス・ハリデーが国連イラク人道支援活動責任者を辞任した後、同職を務めた。2000年に辞任している。元国連事務総長補佐である。彼はジュネーブ国際正義センターというNGO団体の代表を務めており、同団体のWEBページで制裁に関して意見を述べている。下記にその内容を紹介する。
- UNICEFの概算によれば、約150万人のイラク人が制裁により死亡したという。
- イラクの女性、男性、子供たちは、栄養失調、医薬品不足、下痢、マラリアで命を落とし続けた。
- スポネックは上述のブリティッシュ・メディカル・ジャーナルの記事がUNICEFの調査（ICMMS)を批判したことに対し、意見を述べている。彼によれば、UNICEFのICMMSの調査は、独立した専門家委員会により検証を受けており、信用できるものであるという。イラクの無実の子供に対する悲劇的な影響を過小評価するような記事に対し、疑いの目を向けている。イラクで人道支援活動を行ってきた経験があるため、悲劇を否定する意見に胸を痛めているようである。制裁により痩せ細った子ども、亡くなった子どもの写真をWEBページで公開し、多くの犠牲者が出たことを主張している[1]。

## 日本政府の制裁への参加
1990年、内閣総理大臣（海部俊樹）のところにアメリカ合衆国大統領（ジョージ・H・W・ブッシュ）より電話があり、対イラク制裁への参加を求められ、了承したという。日本はイラクとの経済断交を決めた 。湾岸戦争前の1989年にはイラクで生産された原油の約8%が日本へ輸出されていた。
1994年にはイラクから日本への輸出がゼロになっている。1996年から石油と食料の交換プログラムの開始により、石油の輸入量を少しずつ増やしていっているが、依然として量的には少ない状態であった。

## オサマ・ビン・ラディンが対イラク制裁に言及
ビン・ラディンは9.11同時テロの首謀者と言われている。「アメリカへの手紙」という題を付けた彼の声明を、イギリスのガーディンアン紙が公開している。声明の中で、対イラク制裁に関して批判している部分がある。筆者の仮訳を下記に記す。
「あなた方(アメリカ）はイラクにいるイスラム教徒を飢えさせた。そこでは毎日子供たちが死んでいる。あなた方の制裁の結果として、150万人のイラクの子どもたちが亡くなった。それに対してあなた方が関心を示さないことを不思議に思う。しかし3,000人のアメリカ人が亡くなると、全世界が（怒りで）立ち上がり、未だに座ろうとしない。」
子供の犠牲者だけで150万人というのは誤りだと思われるが、文章を忠実に訳した。彼がアメリカに憤った理由は多数あるようが、その一つに対イラク制裁も含まれるようである。